# Вестовер (Алабама)
Вестовер (англ. Westover) — місто (англ. town) в США, в окрузі Шелбі штату Алабама. Населення — 1766 осіб (2020).

## Географія
Вестовер розташований за координатами 33°22′29″ пн. ш. 86°32′17″ зх. д. / 33.37472° пн. ш. 86.53806° зх. д. (33.374642, -86.538125).  За даними Бюро перепису населення США в 2010 році місто мало площу 48,00 км², з яких 47,68 км² — суходіл та 0,32 км² — водойми.

## Демографія
Згідно з переписом 2010 року, у місті мешкало 1275 осіб у 504 домогосподарствах у складі 377 родин. Густота населення становила 27 осіб/км².  Було 577 помешкань (12/км²).
Расовий склад населення:
| - 93,6 % — білих - 2,5 % — чорних або афроамериканців - 0,9 % — корінних американців - 0,5 % — азіатів - 0,2 % — вихідців з тихоокеанських островів |

До двох чи більше рас належало 1,4 %. Частка іспаномовних становила 2,3 % від усіх жителів.
За віковим діапазоном населення розподілялося таким чином: 23,7 % — особи молодші 18 років, 63,0 % — особи у віці 18—64 років, 13,3 % — особи у віці 65 років та старші. Медіана віку мешканця становила 36,1 року. На 100 осіб жіночої статі у місті припадало 102,7 чоловіків;  на 100 жінок у віці від 18 років та старших — 99,4 чоловіків також старших 18 років.
Середній дохід на одне домашнє господарство  становив 67 644 долари США (медіана — 58 906), а середній дохід на одну сім'ю — 72 400 доларів (медіана — 66 023). Медіана доходів становила 57 500 доларів для чоловіків та 38 125 доларів для жінок. За межею бідності перебувало 13,4 % осіб, у тому числі 19,3 % дітей у віці до 18 років та 7,8 % осіб у віці 65 років та старших.
Цивільне працевлаштоване населення становило 553 особи. Основні галузі зайнятості: освіта, охорона здоров'я та соціальна допомога — 20,8 %, будівництво — 12,8 %, роздрібна торгівля — 11,6 %.